# لوکا ترویسان
لوکا ترویسان (به انگلیسی: Luca Trevisan؛ ۲۱ ژوئیهٔ ۱۹۷۱ – ۱۹ ژوئن ۲۰۲۴) دانشمند و محقق در زمینهٔ علوم رایانه اهل ایتالیا بود.